# Margarita Maza de Juárez, Quintana Roo
Margarita Maza de Juárez är en ort i Mexiko.   Den ligger i kommunen Bacalar och delstaten Quintana Roo, i den östra delen av landet, 1 100 km öster om huvudstaden Mexico City. Margarita Maza de Juárez ligger 37 meter över havet och antalet invånare är 222.
Terrängen runt Margarita Maza de Juárez är mycket platt. Runt Margarita Maza de Juárez är det glesbefolkat, med 16 invånare per kvadratkilometer. Närmaste större samhälle är La Pantera, 12,2 km nordost om Margarita Maza de Juárez. I omgivningarna runt Margarita Maza de Juárez växer i huvudsak städsegrön lövskog.